# Prince Sado
Le prince Sado ou prince Jangheon, né en janvier ou février 1735 et mort en mai ou juillet 1762, est un prince de la période Joseon (Corée). Son fils Jeongjo, est le vingt-deuxième roi de Joseon.

## Biographie
Son nom de naissance est I Seon (hangeul : 이선 ; hanja : 李愃), il est né le 13 février 1735 et est le fils du vingt-et-unième roi de Joseon, Yeongjo et de la concubine Yeong. Son surnom est Uijae (hangeul : 의재 ; hanja : 毅齋).

### Mort
Le prince Sado est tué par ordre de son père, le roi Yeongjo le 12 juillet 1762, qui l'enferme dans un coffre à riz, peut-être pour cause d'aliénation mentale, pendant plusieurs jours, jusqu'à en mourir d'asphyxie.

## Famille
- Père : Yeongjo : (31 octobre 1694 – 22 Avril 1776) (조선 영조)
  - Grand-père : Sukjong (7 octobre 1661 – 12 juillet 1720) (조선 숙종)
  - Grand-mère : Concubine Suk (clan Haeju Choi) (17 décembre 1670 – 9 avril 1718) (숙빈 최씨)
- Mère : Concubine Yeong (clan Jeonui Lee) (15 août 1696 – 23 août 1764) (영빈 이씨)
  - Grand-père : Yi Yu-Beon (이유번)
  - Grand-mère : Lady Kim (clan Kim de Hanyang) (한양 김씨)
- Frères et sœurs :
  - Princesse Hwaeok (22 avril 1717 – 8 avril 1718) (화억옹주)
  - Yi Haeng, Prince héritier Hyojang (4 avril 1719 – 16 décembre 1728) (이행 효장세자)
  - Princesse Hwasun (8 mars 1720 – 17 janvier 1758) (화순옹주)
  - Princesse Hwapyong (27 avril 1727 – 24 juin 1748) (화평옹주)
  - Princesse (3 août 1728 – 18 février 1731)
  - Princesse (12 décembre 1729 – 21 mars 1731)
  - Princesse (1 janvier 1732 – 12 avril 1736)
  - Princesse Hwahyeop (7 mars 1733 – 27 novembre 1752) (화협옹주)
  - Princesse Hwawan (9 mars 1738 – 17 mai 1808) (화완옹주)
  - Princesse (19 septembre 1735 – 3 septembre 1736)
  - Princesse Hwayu (29 septembre 1740 – 21 mai 1777) (화유옹주)
  - Princesse Hwaryeong (3 mars 1753 – 3 septembre 1821) (화령옹주)
  - Princesse Hwagil (19 mai 1754 – 18 décembre 1772) (화길옹주)

- Épouses et descendances
  - Princesse héritière Hyegyeong (clan Pungsan Hong) (6 août 1735 – 13 janvier 1816) (혜경궁 홍씨)
    - Yi Jeong Prince héritier Uiso (27 septembre 1750 – 17 April 1752) (이정 의소세자)
    - Jeongjo (28 octobre 1752 – 18 août 1800) (왕세손 이산)
    - Princesse Cheongyeon (1754 - 9 juin 1821) (청연공주)
    - Princess Cheongseon (1756 - 20 juillet 1802) (청선공주)

  - Concubine Suk (clan Buan Im) (? - 1773) (숙빈 임씨)
    - Yi In, Prince Euneon (29 mai 1754 – 30 juin 1801) (이인 은언군)
    - Yi Jin, Prince Eunsin (11 janvier 1755 – 29 mars 1771) (이진 은신군)

  - Concubine Gyeong (clan Park) (? - janvier 1761) (경빈 박씨)
    - Princesse Cheonggeun (1758 – 1 septembre 1835) (청근옹주)
    - Yi Chan, Prince Eunjeon (14 août 1759 – 26 août 1778) (이찬 은전군)

## Dans la culture populaire
- Interprété par Hwang Hae-nam en 1956 dans le film The Tragic Prince
- Interprété par Do Kum-bo en 1963 dans le film Mangbuseog
- Interprété par Jeong Bo-seok en 1988 dans la série O, Heaven.
- Interprété par Choi Soo-jong en 1988 dans la série 500 Years of Joseon: The Memoirs of Lady Hyegyeong.
- Interprété par Im Ho en 1998 dans la série The Great King's Road.
- Interprété par Lee Chang-hoon en 2007 dans la série Lee San, Wind of the Palace.
- Interprété par Jo Han-jun en 2007 dans la série Eight Days, Assassination Attempts against King Jeongjo.
- Interprété par Oh Man-seok en 2011 dans la série Warrior Baek Dong-soo.
- Interprété par Lee Je-hoon en 2014 dans la série Secret Door.
- Interprété par Yoo Ah-in en 2015 dans le film Sado.